# Castillo de Santa Bárbara v Teguise
Castillo de Santa Bárbara (v překladu Hrad svaté Barbory, oficiálně španělsky castillo de Santa Bárbara y San Hermenegildo) je pevnost zhruba jeden kilometr od města Teguise na Lanzarote, jednom z Kanárských ostrovů. Nachází se na vrcholu vulkánu Guanapay, na kraji kráteru. Pevnost je otevřena veřejnosti a sídlí v ní muzeum pirátství (Museo de la piratería).

## Historie

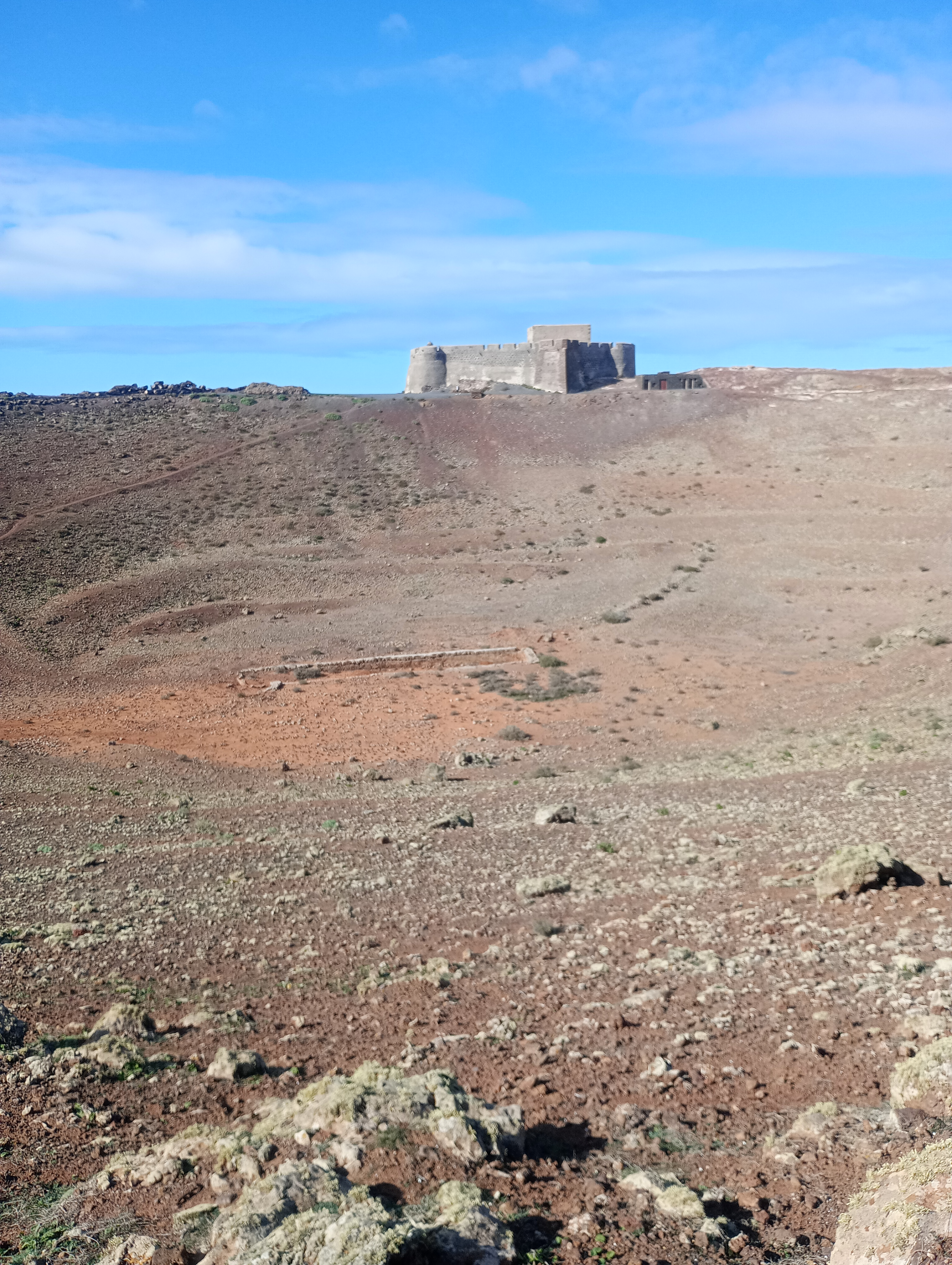
Kráter vulkánu Guanapay s pevností

Na místě pevnosti byla v 15. století postavena jednoduchá věž na strážení pobřeží. Věž nechal postavit Sancho de Herrera, na příkaz Lancelota Malocella. Věž na pevnost nechal v 16. století přestavět Leonardo Torriani. Pevnost měla sloužit obyvatelům Teguise (tehdy hlavního města ostrova) jako bezpečný úkryt v časech nepřátelských výbojů, především pirátských. Stavba byla dokončena v roce 1576, po berberském útoku v roce 1586 pak byla pevnost rekonstruována.
Význam pevnost ztratila v 17. století, kdy bylo postaveno masivní opevnění v přístavu Arrecife. V té době byly z pevnosti odstraněny všechny zbraně dělostřelectva. V 19. století pak ustaly i pirátské útoky, čímž se stala pevnost naprosto bezvýznamnou. V roce 1899 zde byl založen vojenský holubník. V roce 1913 byla pevnost předána obci Teguise.
V roce 1993 byla pevnost vyhlášena kulturní památkou. Mezi lety 1991 a 2011 v pevnost sídlilo etnografické muzeum kanárských imigrantů. Poté bylo toto muzeum nahrazeno muzeem pirátství.